# Inside Hollywood
Inside Hollywood ist eine US-amerikanische Filmkomödie aus dem Jahr 2008. Regie führte Barry Levinson, das Drehbuch schrieb Art Linson anhand des eigenen Buches  What Just Happened? Bitter Hollywood Tales from the Front Line.

## Handlung
Ben zählt laut Vanity Fair zu den 30 mächtigsten Filmproduzenten Hollywoods. Die Zeitschrift lädt alle 30 Produzenten zu einem gemeinsamen Fotoshooting – sie sollen vor dem Wort „POWER“ platziert werden. Bens Position war zwischen „O“ und „W“ vorgesehen, doch haben die letzten zwei Wochen seine Reputation ins Wanken gebracht. Ben rekapituliert.
Es war ein Montag, als er sich auf dem Testscreening des vom exzentrischen und tablettenabhängigen Regisseur Jeremy Brunell gedrehten Films Fiercely befand. Der Film wurde von Ben produziert und ist mit Sean Penn prominent besetzt. Penn wird im Filmfinale erschossen, das Publikum jedoch reagiert wütend und entsetzt, als kurz vor Penns Ermordung auch sein Hund erschossen wird. Das Ende muss also geändert werden, Jeremy stellt sich quer und Ben muss ihn überzeugen, sonst wird der Film nicht wie geplant knapp 14 Tage später bei den Filmfestspielen von Cannes seine Premiere erleben. Studiochefin Lou Tarnow ist zwar überzeugt, dass der Film auch mit neuem Ende ein Flop wird, will jedoch nicht mehr Millionen verlieren als nötig.
Ben hat jedoch noch ganz andere Probleme als einen zickigen Regisseur. Für ein zweites Projekt hat er Bruce Willis engagieren können, der mit 20 Millionen Dollar seiner Meinung nach vom Studio überbezahlt wurde, doch immerhin als Frauenschwarm zahlreiche Frauen ins Kino locken könnte. Zu dumm, dass Bruce Willis sich die letzten sechs Monate einen Vollbart hat wachsen lassen und zugenommen hat. Als Ben am Dienstag andeutet, dass Willis seinen Bart ablegen muss, bekommt der einen Tobsuchtsanfall, feuert wenig später seinen Agenten Dick Bell, der sowieso schon ständig Magenkrämpfe hat, und droht, das Projekt platzen zu lassen. Auch das Filmstudio schaltet auf stur: Sollte Bruce Willis den Bart bis Freitag nicht abnehmen, wird der Film nicht gedreht.
Privat hat Ben ebenfalls Sorgen. Seine zweite Ehefrau Kelly lebt gerade in Scheidung von ihm und sieht ihn regelmäßig bei der Trennungsberaterin, auch wenn beide noch Gefühle füreinander haben. Zoe, die 17-jährige Tochter aus erster Ehe, leidet unter dem Selbstmord eines Produzenten und Ben erfährt erst auf dessen Trauerfeier, dass beide ein Verhältnis hatten. Zudem findet er heraus, dass Kelly inzwischen mit dem Drehbuchautor Scott Solomon schläft.
Ben gelingt es zusammen mit dem Drehteam, Bruce Willis zur Rasur zu bewegen, sodass der Filmdreh pünktlich am Freitag beginnen kann. Ben kann auch Jeremy Brunell überzeugen, das Ende von Fiercely neu zu schneiden. Der Hund wird im Film nun nicht erschossen, sondern gesellt sich tröstend zum sterbenden Sean Penn. Der Film wird von Studiochefin Lou Tarnow akzeptiert und erlebt in Cannes seine Uraufführung. Nachdem Jeremy vor dem versammelten Publikum die Verantwortlichen in Hollywood beschimpft hat, läuft der Film – mit dem ursprünglichen Ende und dem erschossenen Hund. Das Publikum ist mehrheitlich entsetzt. Während einzelne Personen nach dem Film stehend applaudieren, buht der Großteil des Publikums den Film aus. Ben verpasst am Flughafen seine Maschine, hat jedoch zum ersten Mal ein klärendes und vertrautes Telefongespräch mit Kelly.
Es zeigt sich, dass der Premierenflop von Fiercely unmittelbare Konsequenzen für Ben hat: Beim Vanity-Fair-Shooting wird er umgestellt. Statt zwischen „O“ und „W“ platziert zu werden, wird er an die linke Seite des „P“ gestellt und damit „Zentimeter davon entfernt, völlig aus dem Geschäft raus zu sein“.

## Produktion
Der Film wurde unter anderen in Los Angeles, in Connecticut und in Cannes gedreht. Seine Produktionskosten betrugen schätzungsweise 25 Millionen US-Dollar. Die Weltpremiere fand am 19. Januar 2008 auf dem Sundance Film Festival statt. Eine Vorführung am 25. Mai 2008 beendete die Internationalen Filmfestspiele von Cannes 2008.

## Kritiken
Anne Thompson schrieb am 20. Januar 2008 in der Online-Ausgabe der Zeitschrift Variety, die Komödie sei „genussvoll amüsant“, was man Art Linson, Barry Levinson und Robert De Niro – der die beste Darstellung seit Jahren gebe und jederzeit „schmerzhaft wahrhaftig“ wirke – verdanke. Man könne sie mit dem Film The Player vergleichen.
Scott Weinberg schrieb am 21. Januar 2008 auf www.cinematical.com, der Film verrate nicht viele Interna von Hollywood; er zeige nichts Neues oder Schockierendes. Besonders amüsant seien die Darstellungen von Sean Penn und Bruce Willis, die sich selbst spielen würden; außerdem wurden Michael Wincott, Robin Wright Penn und John Turturro gelobt.
Die Deutsche Film- und Medienbewertung FBW in Wiesbaden verlieh dem Film das Prädikat besonders wertvoll.